# Pedro de Mendoza
Pour les articles homonymes, voir Mendoza.
Pedro de Mendoza ou Pedro de Mendoza y Luján (Guadix, province de Grenade, né vers 1499 - océan Atlantique, au large des îles Canaries, mort le 23 juin 1537) fut un militaire, un chevalier de l'Ordre d'Alcántara, un amiral et un conquistador espagnol. Il fut nommé Adelantado du Río de la Plata et gouverneur de la Nouvelle Andalousie par l'Empereur Charles Quint. Selon l'historiographie chilienne,, ce territoire était compris entre le parallèle 25° 31' 26" S (limite Sud de la Nouvelle Tolède qui fut accordé à Diego de Almagro) et le parallèle 35° S (limite Nord de la Nouvelle Léon qui fut accordé à Simón de Alcazaba). Selon l'historiographie argentine, s'étendait du Río de la Plata le long de la côte de l'océan Atlantique jusqu'au détroit de Magellan, plus 200 lieues de côtes sur l'océan Pacifique depuis l'embouchure occidentale du détroit jusqu'à 41 degrés de latitude. Il fut le fondateur de la ville de Buenos Aires.

## Biographie

### Origine familiale
Pedro de Mendoza serait né vers 1499 dans la ville de Guadix, Royaume de Grenade (l'un des quatre royaumes d'Andalousie, qui faisait partie de la couronne de Castille), au cœur de la puissante "Casa de Mendoza". Son père, Fernando de Mendoza Luna y Sandoval de la Vega appartenait à l'aristocratie castillane et travaillait dans le commerce. Sa mère, Constanza de Luján, était la fille du commandant de l'ordre de Santiago, Diego Luján de Villanuño et de son épouse Catalina de Lodeña y Solís.
Son grand-père paternel pourrait être Pedro de Mendoza y Luna, qui fut le troisième fils du premier Duc del Infantado. Cependant, de nombreux auteurs affirment que son grand-père était Juan Hurtado de Mendoza. Selon cette théorie, Pedro de Mendoza serait alors l'arrière-petit-fils du célèbre Íñigo López de Mendoza, marquis de Santillana et seigneur de Fresno de Torote. Juan Hurtado de Mendoza se maria avec Elvira del Castillo et ils eurent un fils : Fernando ou Hernando de Mendoza, qui vint s'installer à Guadix après la Reconquista en 1489.

### Au service du roi
Pedro de Mendoza est entré très jeune au service de la cour du roi Charles Ier des Espagnes. Comme page, il accompagne le souverain dans son voyage en Angleterre en 1522. Il se battit ensuite contre les Français durant les guerres d'Italie et participa au sac de Rome.
En 1524, il reçut le titre de chevalier de l'Ordre d'Alcantara, avant de rejoindre plus tard l'ordre de Santiago.
En 1527, il participe au sein des troupes de Charles Quint à la guerre contre les États pontificaux alors commandés par le pape Clément VII. C'est dans le cadre de ce conflit que se déroula le sac de Rome, dont il tira personnellement bénéfice.
En 1533, grâce aux bons offices de sa parente Marta de Mendoza (épouse de l'influent Francisco de los Cobos y Molina), il commença des négociations qui lui permirent de devenir plus tard le conquistador de la Plata.

### Adelantado
La découverte et la conquête du Paraguay et des environs du Río de la Plata tenaient une grande importance commerciale et stratégique, qu'il fallait encore conclure. Le roi Charles Ier des Espagnes n'avait alors ni financement ni hommes pour faire face à cette entreprise dangereuse et incertaine.
L'une des principales motivations dans l'envoi de troupes dans cette partie de l'Amérique du Sud était de protéger les possessions de la couronne espagnole face à la progression des troupes portugaises. Qui plus est, une légende, promue par les populations locales, était très présente à cette époque-là. Selon elle, la zone possédait d'énormes richesses, ce qui augmenta l'ambition des conquistadores espagnols.
La couronne d'Espagne ne pouvait pas perdre de temps, car depuis la découverte du Brésil par Pedro Álvares Cabral en 1500, les Portugais menaçaient de s'étendre vers le Sud du Río de la Plata. Ce qui pouvait priver les Espagnols de ces précieux territoires.
C'est dans ces circonstances que Pedro de Mendoza proposa en 1534 au roi Charles Ier de s'occuper de cette tâche avec son propre patrimoine. La mission consistait à mener une expédition en Amérique du Sud pour réaffirmer la souveraineté de l'Espagne sur ces régions. Le 21 mai 1534, à travers la Capitulation de Tolède, le roi nomma Pedro de Mendoza Adelantado de la zone à conquérir. Ce qui lui offrait le droit de fonder des forteresses et des villages. Ce poste avait de nombreux attraits. Il était héréditaire, il combinait les fonctions de gouverneur, chef militaire et magistrat, il offrait de grandes possibilités économiques (ce qui permettait aux adelantados qui avaient financé leur expédition de récupérer le capital investi), accentué par la rumeur (qui s'avéra fausse) des populations locales sur les richesses en or, argent et pierres précieuses qu'il y avait à l'intérieur du continent. Qui plus est, plus la superficie conquise était grande, plus le territoire gouverné l'était aussi. Ainsi, cela intensifia l'avancée géographique face aux ambitions portugaises dans toutes les zones en concurrence.

### La traversée de l'océan Atlantique
Les capitulations de Tolède accordèrent à Pedro de Mendoza le titre d'Adelantado, gouverneur, et capitaine général des terres à conquérir.
Le 24 août 1535, il mit les voiles depuis le port de Sanlúcar de Barrameda aux commandes de son expédition. Cette dernière comprenait entre 11 et 14 navires et environ 3000 hommes. En parallèle, l'Empereur avait livré à Pedro de Mendoza 3000 ducats ainsi que d'importantes ressources de métal que le conquistador devait transporter jusqu'au Río de la Plata.
En outre, il devait remplir un certain nombre de missions. Il devait transporter avec lui 1000 colons et une centaine de chevaux, le tout dans un laps de temps de deux ans. De plus, une fois sur place, il devait construire trois forts mais aussi construire un chemin devant rallier le Río de la Plata à l'océan Pacifique. De toute évidence, la cour ignorait les dimensions du territoire à conquérir et la difficulté que représentait la cordillère des Andes. Pour accomplir cette tâche, il fallut attendre le XXe siècle.
Pedro de Mendoza prépara son expédition de manière rationnelle et prudente. Il amena avec lui huit prêtres, un médecin et un chirurgien. Cependant, il n'amena aucun avocat. Sa nomination en tant qu'Adelantado lui permettait de garder la moitié des trésors qu'il trouverait ainsi que 90 % des rançons des prisonniers. Ce qui, ajouté à son statut de juge ne nécessitait en rien d'amener avec lui un professionnel du droit. Il fut aussi accompagné par son frère, Diego de Mendoza, ses parents, Gonzalo de Mendoza et Francisco de Mendoza, et le frère de Thérèse d'Avila, Rodrigo de Cepeda y Ahumada.

### La tempête
La flotte de Pedro de Mendoza fut dispersée par une tempête au large du Brésil. Il réussit tout de même à réunir tous les navires et débarqua sur les côtes brésiliennes. Mais il tomba gravement malade. Il dut remettre le commandement à son lieutenant : Juan de Osario. Ce dernier montra des signes de trahison et commença à détourner des fonds. Par conséquent, Pedro de Mendoza le fit exécuter. Une fois en meilleure santé, la flotte reprit la mer en direction du Sud.
D'autres sources affirment que l'une des raisons pour lesquelles Pedro de Mendoza entreprit cette aventure vers l'Amérique du Sud était son état de santé. Ce dernier devait avoir contracté la syphilis, et il pensait que le seul remède se trouvait sur ce continent. C'est pourquoi l'Adelantado resta quasiment tout le voyage dans sa cabine.

### Au Río de la Plata
L'expédition de Pedro de Mendoza entra dans le Río de la Plata au milieu du mois de janvier de l'année 1536. Il débarqua avec sa flotte sur l'île San Gabriel, située en face de l'actuelle ville de Colonia del Sacramento. Le 22 de ce même mois, les soldats jurèrent obéissance et fidélité à l'Adelantado. C'est à partir de cette date qu'il commença sa tâche de gouverneur.
Après avoir reconnu les deux côtes de l'estuaire du Río de la Plata, Mendoza décida de s'installer sur la rive droite. Lui et ses troupes trouvèrent un site pourvu de sources en eau potable, et qui bénéficiait aussi d'une relativement bonne situation.

## La première fondation de Buenos Aires
Le 2 ou le 3 février 1536 (en Argentine, le 3 est la date officielle), Pedro de Mendoza fonda sur la rive Sud du Río de la Plata un port défendu par deux forts sommaires. Il appela ce port Santa María del Buen Ayre (« Sainte Marie du Bon Air » en français) en hommage à la vierge des marins de la Sardaigne. Il s'établit là avec le reste de son expédition.
À peine installé, les Espagnols découvrirent un grand nombre d'Indiens pampa querandis. Il y avait au moins 3000 personnes. Ces derniers offrirent des cadeaux et de la nourriture aux nouveaux venus.
Mais peu après, les problèmes commencèrent. La ville était établie dans une zone basse et inondable, marécageuse et insalubre, depuis laquelle les moustiques propageaient des maladies et des épidémies. Qui plus est, le mauvais traitement de certains Espagnols envers les Indiens poussèrent ces derniers à arrêter de fréquenter la campement.
Le manque de nourriture obligea l'Adelantado à envoyer des troupes dans toutes les directions afin de trouver de la nourriture. Mais, une partie des troupes fut attaquée par les Indiens. Pedro de Mendoza, désireux de régler le problème rapidement, envoya une partie de l'armée, sous le commandement de son frère Diego de Mendoza, pour attaquer les Indiens. Les deux groupes s'affrontèrent lors du Combat du Corpus Christi le 15 juin 1536. Cette bataille eut lieu près de la Lagune de Rocha, dans l'actuel arrondissement d'Esteban Echeverría, dans la Province de Buenos Aires. Durant cet affrontement, les Indiens gagnèrent et exterminèrent les deux tiers des troupes espagnoles.
Le succès lors de ce combat donna confiance aux Indiens. Ils commencèrent alors à attaquer de plus en plus fréquemment la ville, empêchant les Espagnols d'en sortir pour aller chercher de la nourriture. Ainsi, à la violence et à la maladie, s'ajouta la famine comme cause commune de mort chez les conquistadores. À la fin du mois de juin 1536, les Indiens réunirent une grande armée. Plus de 23000 hommes la composaient selon le biographe de l'expédition, Ulrich Schmidl. En plus des Pampas querandis, il y avait des Guaranis, des Charrúas, des Chanás et des Timbúes. Après avoir attaqué les défenses de la ville, ils se consacrèrent à son siège.

### Destruction de la ville
En décembre 1536, les Querandis finissent par détruire les défenses de la ville. Ils pénétrèrent alors à l'intérieur de la ville et ils y mirent le feu.
Pedro de Mendoza et quelques hommes réussirent à échapper au massacre. Ils se mirent alors en marche vers le Nord pour se réfugier dans le fort Sancti Spiritu (dans l'actuelle Province de Santa Fe en Argentine). Ce fort situé sur la rive du río Carcarañá avait été construit dix ans plus tôt par l'explorateur vénitien Sébastien Cabot.
Depuis là, Pedro de Mendoza envoya une partie de ses troupes vers le Nord. Placée sous le commandement de son lieutenant, Juan de Ayolas, elle devait reconnaître les rives de la rivière pour trouver de la nourriture. Mais, au proie aux maladies, à la faim et aux attaques des Indiens, il dut faire demi-tour pour rentrer au fort Sancti Spiritu.
Mendoza, découragé par les nouvelles de son homme de confiance et très malade, délégua le commandement du fort à Francisco Ruiz Galán jusqu'au retour de Juan de Ayolas. À la suite de tous ces épisodes, il décida d'embarquer pour l'Espagne le 22 avril 1537.
Buenos Aires fut tout de même reconstruite par la suite. Mais elle fut dépeuplée et brûlée par ses habitants à la fin du mois de juin 1541. Ses derniers décidèrent de partir vers le Nord en direction de la ville d'Asuncion.

### La mort de Pedro de Mendoza
Déjà très malade, il meurt en haute mer pendant le voyage de retour, non loin des îles Canaries, le 23 juin de cette même année. Son corps fut jeté à la mer.

## Conséquences
Juan de Ayolas devint commandant du fort Sancti Spiritu. À partir de là, il organisa de nouvelles expéditions qui explorèrent le rio Paraná, le río Paraguay et le río Pilcomayo.
L'échec de Pedro de Mendoza décala de 44 ans la domination du Río de la Plata par la couronne espagnole. La seconde fondation de Buenos Aires eut lieu en 1580, et fut menée par Juan de Garay.
Son parent Gonzalo de Mendoza, qui naquit à Baeza, survécut à la destruction de Buenos Aires. Il devint le capitaine et le lieutenant d'Álvar Núñez Cabeza de Vaca et de Domingo Martínez de Irala. Il explora le Brésil et le Paraguay, et il fut le fondateur de la ville d'Asuncion, ville dans laquelle il mourut en 1558. Gonzalo de Mendoza est cité à de nombreuses reprises dans le livre de Cabeza de Vaca.
Francisco de Mendoza vécut au Paraguay après la destruction de Buenos Aires. Il devint un opposant au gouverneur Álvar Núñez Cabeza de Vaca. En 1547, il fut capturé et décapité sur ordre de Diego de Abreu.
Pedro de Mendoza, premier fondateur de Buenos Aires, mourut sans laisser de descendance.

## Sources
1. ↑  (es) Quesada, Vicente Gregorio, « Historia colonial argentina » [PDF], sur Internet Archive, Buenos Aires, La Cultura Argentina, 1915 (consulté le 3 février 2025), p. 63-76

- (pt) Cet article est partiellement ou en totalité issu de l’article de Wikipédia en portugais intitulé « Pedro de Mendoza » (voir la liste des auteurs).